# RD-180
Le RD-180 (РД-180, Ракетный Двигатель-180 « Raketnyï Dvigatel-180 ») est un moteur-fusée à ergols liquides développé par la société russe NPO Energomash de 380 tonnes de poussée qui propulse le premier étage de la fusée Atlas V. Le RD-180 est dérivé du RD-170 installé sur le premier étage des fusées Zenit. C'est un engin très performant qui utilise un cycle à combustion étagée à haute pression et brûle un mélange cryogénique kérosène/LOX.  Il comporte deux chambres de combustion ainsi que deux tuyères qui sont alimentées par une turbopompe unique.  

## Historique
Le RD-180 dérive du moteur RD-170 développé par la société soviétique NPO Energomash  pour les propulseurs d'appoint de la fusée Energia. Le moteur est utilisé par la suite sur le premier étage de la fusée soviétique Zenit. Le RD-170 brûle un mélange cryogénique kérosène/LOX en utilisant un cycle à combustion étagée à haute pression qui lui permet de très bonnes performances. Le moteur dispose de quatre chambres de combustion ainsi que deux tuyères qui sont alimentées par une turbopompe unique. Une version à deux chambres de combustion, le RD-180, est mise au point par Energomash. Au début des années 1990, la Division des Systèmes Spatiaux de General Dynamics (qui sera achetée en 1993 par Lockheed Martin) acquiert les droits d'utilisation du RD-180 pour ses programmes de lanceurs spatiaux Atlas et EELV. Le motoriste américain Pratt & Whitney chargé d'adapter le propulseur russe sur la fusée, a acquis une licence de production auprès de NPO Energomach (le concepteur et constructeur russe du RD-180) pour que la fusée Atlas puisse lancer des satellites du gouvernement américains. Le moteur est actuellement vendu conjointement par Pratt & Whitney et par Energomash, mais est entièrement fabriqué en Russie.

## Caractéristiques techniques
Le RD-180, comme le moteur RD-170 dont il dérive, brûle un mélange kérosène/LOX en utilisant un cycle à combustion étagée à haute pression très performant. Ce système d'alimentation repose sur une chambre de précombustion dans laquelle sont injectés tout l'oxygène et 20% du kérosène. Les gaz produits sous haute pression entrainent la turbopompe qui injecte tous les ergols sous très haute pression (266,8 bars) dans les deux chambres de combustion. ce système très performant mais complexe permet de hautes performances avec rapport masse-poussée particulièrement performant. Mais cette architecture nécessite de faire circuler l'oxygène à l'état gazeux et à haute pression dans le moteur.  Le RD-180 a une poussée de 383 tonnes avec une impulsion spécifique de 311 secondes au sol (dans le vide respectivement 415 tonnes et 338 secondes). Haut de 3,28 mètres et large de 3,15 m (à cause des deux tuyères), il pèse à vide 5,48 tonnes soit un rapport masse/poussée de 78,44. Le rapport d'expansion de la tuyère est de 38,67. l'orientation de la poussée peut être modifiée jusqu'à 8° par rapport à l'axe vertical du lanceur avec deux degrés de liberté. Les changements d'orientation sont réalisés à l'aide de 4 vérins hydrauliques,.

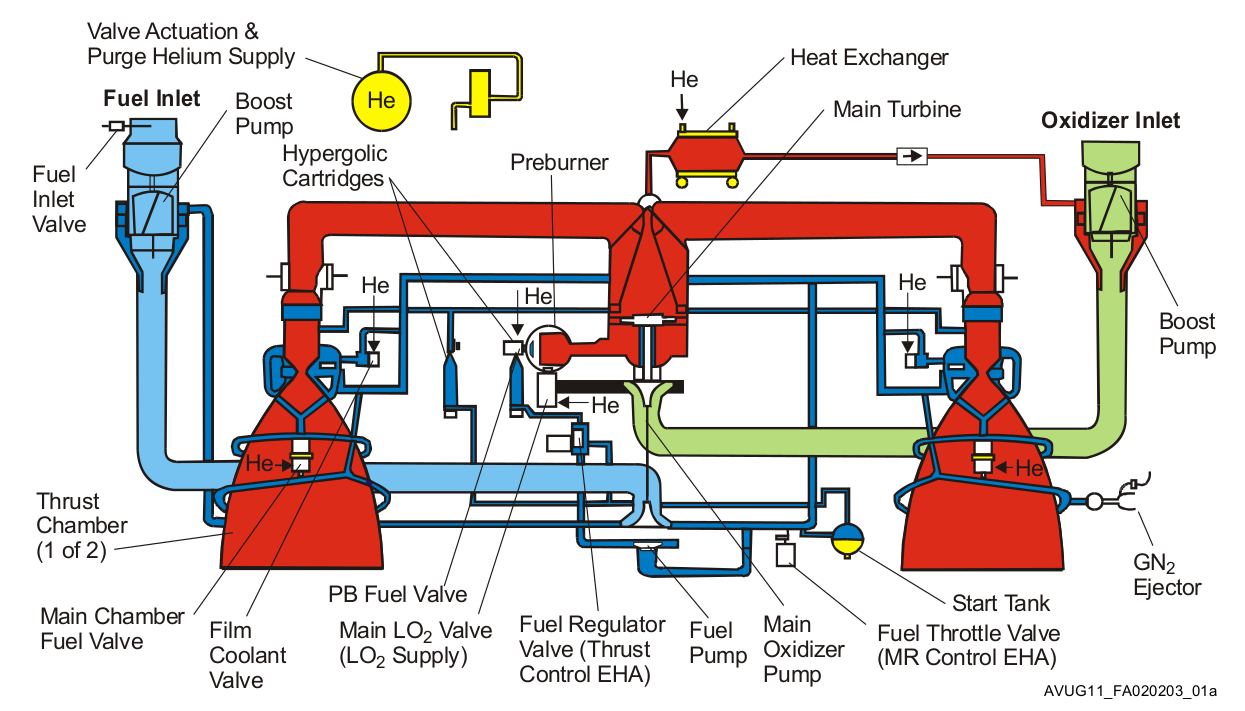
Schéma du moteur.

## Mise en œuvre

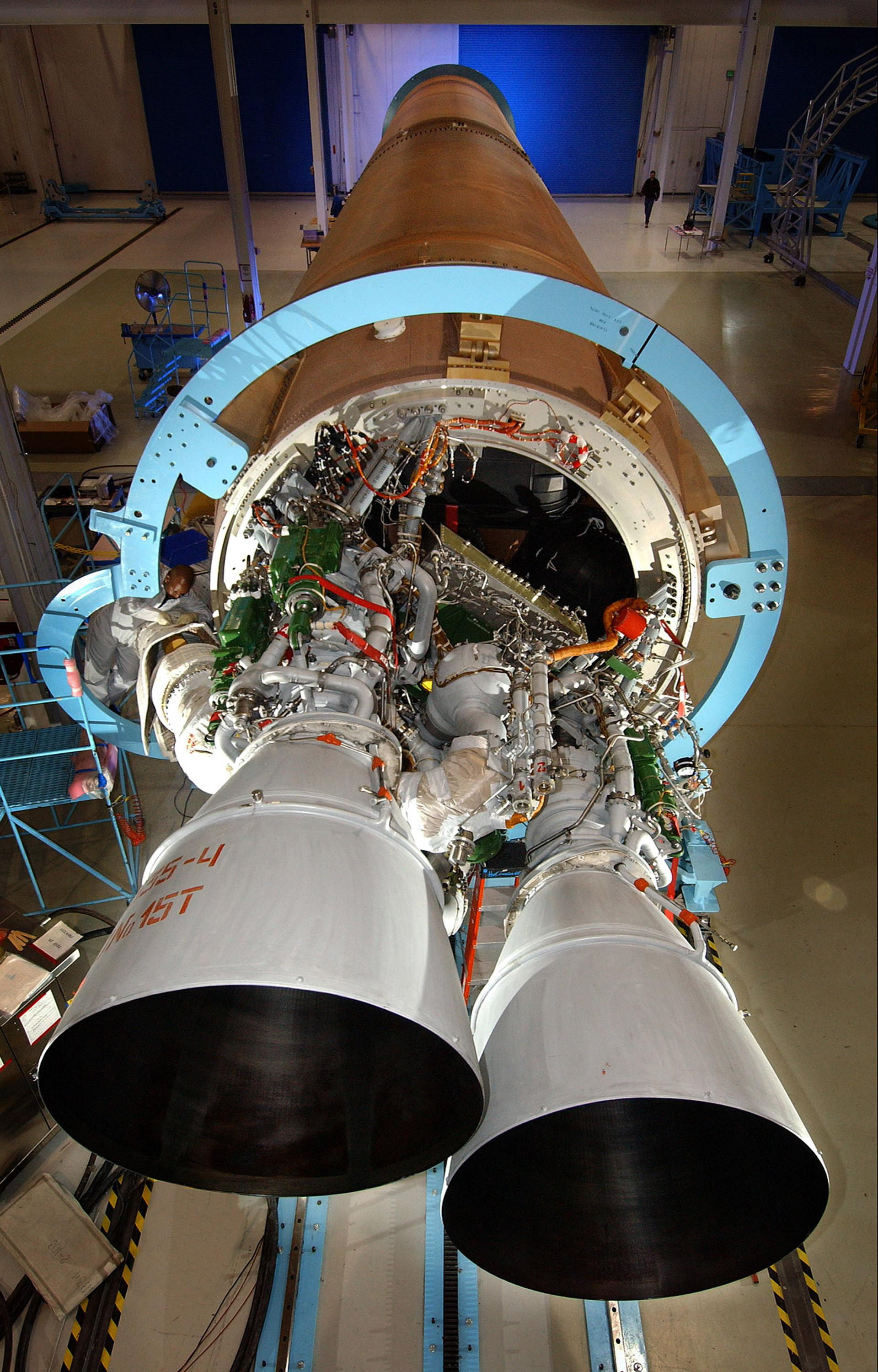
Le RD-180 attaché au premier étage du lanceur Atlas V.

Le RD-180 est utilisé initialement sur le lanceur Atlas II A-R rebaptisé Atlas III qui se différencie des versions précédentes par la mise en œuvre du moteur russe. Le moteur est ensuite modifié pour permettre son utilisation sur le premier étage de la fusée Atlas V.